# Yugoslavia en los Juegos Olímpicos de Salt Lake City 2002
La República Federal de Yugoslavia estuvo representada en los Juegos Olímpicos de Salt Lake City 2002 por un total de 6 deportistas que compitieron en 2 deportes.  
La portadora de la bandera en la ceremonia de apertura fue la esquiadora Jelena Lolović. El equipo olímpico yugoslavo no obtuvo ninguna medalla en estos Juegos.